# Sciota marmorata
Sciota marmorata is een vlinder uit de familie snuitmotten (Pyralidae). De wetenschappelijke naam is voor het eerst geldig gepubliceerd in 1877 door Alpheraky.
De soort komt voor in Europa.